# أجهزة الاستنشاق

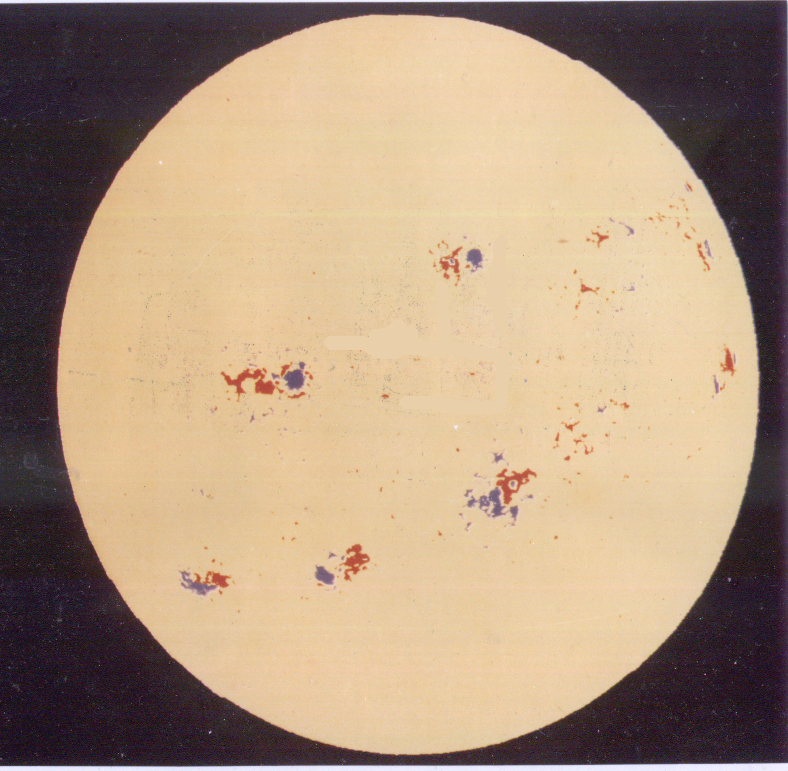

## أجهزة الاستنشاق
أجهزة الاستنشاق (بالإنجليزي : magnetogram) هو تمثيل مصور لاختلاف المجال المغناطيسي يعتمد على مفعول زيمان.
تصوير دوبللر هو أداة علمية تقيس الاستنشاق للشمس من أجل قياس السرعة والمجال المغناطيسي في فوتوسفير الشمس لمعرفة المزيد عن المناطق الحرارية ومعرفة المجالات المغناطيسية التي تتحكم في بنية الهالة الشمسية.
وكانت أجهزة الاستنشاق معروفة منذ وقت فكتورين Victorian era))
و توجد سجلات في المسح الجيولوجي البريطاني للعاصفة الشمسية محفوظة منذ عام 1859[1],
وكانت أقصى عاصفة مغناطيسية ضربت الأرض.

## وصلات خارجية
Historical UK magnetic observatory magnetograms and yearbooks". British Geological Survey [الإنجليزية]. Retrieved 17 February 2011.